# Amunicja lotnicza

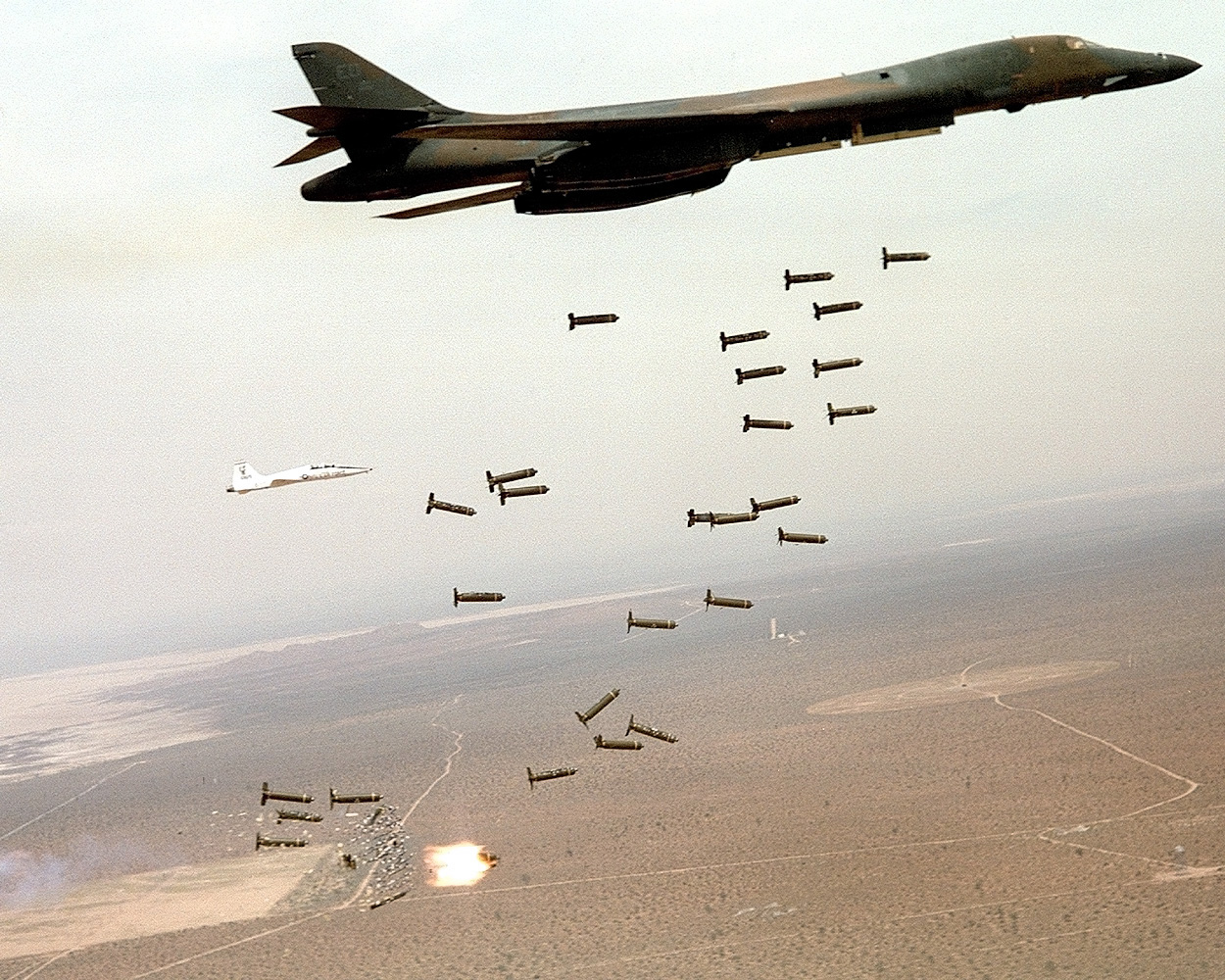
Amerykański bombowiec Rockwell B-1 zrzucający bomby lotnicze

Amunicja lotnicza – ogół amunicji wchodzącej w skład uzbrojenia statków powietrznych (głównie samolotów i śmigłowców). 
Zalicza się do niej:
- bomby lotnicze
- torpedy lotnicze
- lotnicze pociski rakietowe
- amunicję do broni pokładowej